# Taenioides
Taenioides là một chi cá trong họ Oxudercidae. Chúng thường được tìm thấy ở vùng duyên hải Ấn Độ Dương và Tây Thái Bình Dương.

## Các loài
Hiện tại ghi nhận được 13 loài thuộc chi này:
- Taenioides anguillaris (Linnaeus, 1758)
- Taenioides buchanani (F. Day, 1873)
- Taenioides caniscapulus Roxas & Ablan, 1938
- Taenioides cirratus (Blyth, 1860)
- Taenioides eruptionis (Bleeker, 1849)
- Taenioides esquivel J. L. B. Smith, 1947
- Taenioides gracilis (Valenciennes, 1837): Cá bống rễ cau[2]
- Taenioides jacksoni J. L. B. Smith, 1943
- Taenioides kentalleni Murdy & J. E. Randall, 2002
- Taenioides limicola C. L. Smith, 1964
- Taenioides mordax (De Vis, 1883)
- Taenioides nigrimarginatus Hora, 1924
- Taenioides purpurascens (De Vis, 1884)